# Гельма Леманн
Гельма Леманн (нім. Helma Lehmann, 23 червня 1953) — східнонімецька академічна веслувальниця.
Олімпійська чемпіонка 1976 року в складі вісімки.
Чемпіонка світу 1974 (вісімки), 1975 (розпашні четвірки зі стерновою) років.
Срібна призерка Чемпіонату Європи 1973 року в складі вісімки.